# 若尔盖蝮
若尔盖蝮（学名：Gloydius angusticeps），一种分布于中国西部地区的毒蛇，隶属于蝰科亚洲蝮属。

## 形态特征
若尔盖蝮头部窄而长，身体呈灰棕色，具有深棕色斑块，背部斑块有时呈“X”状。

## 生殖方式
若尔盖蝮以卵胎生的方式繁殖。

## 保护
本种于2023年被收录入《有重要生态、科学、社会价值的陆生野生动物名录》。